# Fotbollsallsvenskan 1924/1925
Fotbollsallsvenskan 1924/1925 var den första säsongen av Fotbollsallsvenskan. Egentligen hade serien inte fått namnet "Allsvenskan" formellt, men i folkmun vann detta namn popularitet ganska snabbt. Serien vanns av Gais, som emellertid inte blev svenska mästare, då dessa fortfarande utsågs i Svenska mästerskapet i fotboll.

## Seriespel
Den första omgången spelades den första söndagen i augusti 1924 och Landskrona BoIS blev den första tidiga serieledaren efter att ha besegrat IFK Norrköping borta med 1–0. Eftersom målkvot användes för att skilja lag med samma poäng och inget annat lag som vann i premiäromgången "höll nollan" blev Landskronas målkvot den enda "oändligt stora" som gav förstaplaceringen.
Serien vanns av Gais, som dock inte erhöll titeln "svenska mästare". Fotbollförbundet hade skapat någonting helt nytt, en enda nationell fotbollsliga, men SM-guldet delades fortfarande ut till det lag som vann Svenska mästerskapet i fotboll som spelades i cupformat. När denna cup slutade spelas 1925 blev inget lag svenska mästare under de kommande åren; inte förrän Allsvenskan fick SM-status säsongen 1930/31.
Höstsäsongen för Allsvenskan 1924/25 spelades 3 augusti–9 november 1924 och vårsäsongen spelades 5 april–7 juni 1925. Allsvensk skyttekung blev IFK Göteborgs "Svarte Filip" Johansson som stod för 39 fullträffar på 21 matcher, ett än idag (2025) oöverträffat rekord.

### Förstanoteringar
Det första målet i Allsvenskan gjordes i den 16:e minuten i första omgångens första match mellan IFK Eskilstuna och IK Sleipner. Målskytten var bortalagets Evert Blomgren, i en match som slutade med 3–1-vinst till Sleipner. Den här matchen påbörjades 13:00, en halvtimme tidigare än de övriga matcherna i omgången.
Räknar man in det faktum att ovan nämnda match hade ett "försprång" tidsmässigt gentemot de andra matcherna i omgången ska Hammarby IF:s Rikard Larsson ses som Allsvenskans första målskytt, detta efter att redan i elfte minuten i bortamatchen mot Örgryte IS ha gett sitt lag ledningen. Matchens slutade dock med 5–1 till hemmalaget. AIK:s Putte Kock hade chansen att bli första målskytt på straff, när han efter 17 minuters spel stegade fram till straffpunkten i matchen mot Västerås IK. Kock missade dock straffen och fick nöja sig med att bli historisk som Allsvenskans förste straffmissare. Allsvenskans första straffmålskytt blev istället Örgrytes Erik Börjesson som i matchen mot Hammarby slog in kvitteringen till 1–1 från 11 meter i 22:a minuten.
I fjärde omgången skedde Allsvenskans första utvisning, i matchen på Ullevi mellan IFK Göteborg och AIK. Den felande var AIK:s John "Broarn" Persson, som fick rött kort i 67:e minuten efter en grov fällning av en motståndarspelare.

## Lag och orter
| Lag             | Län                 | Ort         |
| --------------- | ------------------- | ----------- |
| AIK             | Stockholm           | Stockholm   |
| Gais            | Göteborg- och Bohus | Göteborg    |
| Hammarby IF     | Stockholm           | Stockholm   |
| Hälsingborgs IF | Malmöhus            | Hälsingborg |
| IFK Eskilstuna  | Södermanland        | Eskilstuna  |
| IFK Göteborg    | Göteborg- och Bohus | Göteborg    |
| IFK Malmö       | Malmöhus            | Malmö       |
| IFK Norrköping  | Östergötland        | Norrköping  |
| IK Sleipner     | Östergötland        | Norrköping  |
| Landskrona BoIS | Malmöhus            | Landskrona  |
| Västerås IK     | Västmanland         | Västerås    |
| Örgryte IS      | Göteborg- och Bohus | Göteborg    |

## Tabeller

### Poängtabell
| Nr | Lag             | S  | V  | O | F  | GM | IM | MS  | P  |
| -- | --------------- | -- | -- | - | -- | -- | -- | --- | -- |
| 1  | Gais            | 22 | 17 | 4 | 1  | 63 | 16 | +47 | 38 |
| 2  | IFK Göteborg    | 22 | 16 | 4 | 2  | 87 | 30 | +57 | 36 |
| 3  | Örgryte IS      | 22 | 15 | 5 | 2  | 67 | 17 | +50 | 35 |
| 4  | Hälsingborgs IF | 22 | 12 | 4 | 6  | 50 | 29 | +21 | 28 |
| 5  | AIK             | 22 | 12 | 0 | 10 | 57 | 38 | +19 | 24 |
| 6  | Landskrona BoIS | 22 | 7  | 6 | 9  | 30 | 52 | −22 | 20 |
| 7  | IK Sleipner     | 22 | 7  | 4 | 11 | 37 | 49 | −12 | 18 |
| 8  | IFK Norrköping  | 22 | 8  | 1 | 13 | 27 | 49 | −22 | 17 |
| 9  | IFK Eskilstuna  | 22 | 6  | 4 | 12 | 41 | 58 | −17 | 16 |
| 10 | IFK Malmö       | 22 | 5  | 5 | 12 | 39 | 55 | −16 | 15 |
| 11 | Västerås IK     | 22 | 2  | 5 | 15 | 21 | 66 | −45 | 9  |
| 12 | Hammarby IF     | 22 | 2  | 4 | 16 | 23 | 83 | −60 | 8  |

### Resultattabell
| Hemma \ Borta   | AIK | GAIS | HAIF | HÄIF | IFKE | IFKG | IFKM | IFKN | IKS | BOIS | VIK | ÖIS |
| AIK             | —   | 0–2  | 1–0  | 5–2  | 6–1  | 3–4  | 6–3  | 5–0  | 3–2 | 3–1  | 5–1 | 1–3 |
| Gais            | 2–1 | —    | 5–1  | 3–2  | 4–0  | 3–4  | 6–0  | 3–2  | 4–0 | 6–0  | 4–0 | 1–1 |
| Hammarby IF     | 1–7 | 0–5  | —    | 0–6  | 0–2  | 0–6  | 1–1  | 1–2  | 3–3 | 3–3  | 1–3 | 2–1 |
| Hälsingborgs IF | 1–0 | 1–2  | 4–1  | —    | 3–2  | 2–3  | 4–2  | 4–3  | 1–0 | 1–2  | 5–0 | 1–1 |
| IFK Eskilstuna  | 2–5 | 1–2  | 7–2  | 1–1  | —    | 2–8  | 2–0  | 1–1  | 1–3 | 5–0  | 1–0 | 1–4 |
| IFK Göteborg    | 1–0 | 1–3  | 8–0  | 2–1  | 2–2  | —    | 6–1  | 3–1  | 9–1 | 6–0  | 8–1 | 2–2 |
| IFK Malmö       | 0–1 | 0–3  | 3–1  | 1–3  | 8–3  | 1–1  | —    | 4–1  | 4–1 | 0–1  | 3–3 | 0–1 |
| IFK Norrköping  | 1–0 | 0–2  | 2–0  | 0–4  | 2–1  | 4–1  | 2–1  | —    | 3–2 | 0–1  | 0–1 | 0–5 |
| IK Sleipner     | 2–1 | 1–2  | 6–1  | 0–2  | 2–1  | 2–2  | 1–1  | 4–0  | —   | 2–2  | 2–0 | 0–1 |
| Landskrona BoIS | 3–0 | 0–0  | 2–3  | 1–1  | 2–2  | 0–4  | 2–4  | 2–1  | 1–0 | —    | 4–0 | 0–5 |
| Västerås IK     | 1–3 | 1–1  | 1–1  | 0–1  | 0–1  | 1–5  | 2–2  | 1–2  | 1–2 | 2–2  | —   | 1–6 |
| Örgryte IS      | 5–1 | 0–0  | 5–1  | 0–0  | 3–2  | 0–1  | 4–0  | 3–0  | 6–1 | 4–1  | 7–1 | —   |

## Skytteligan

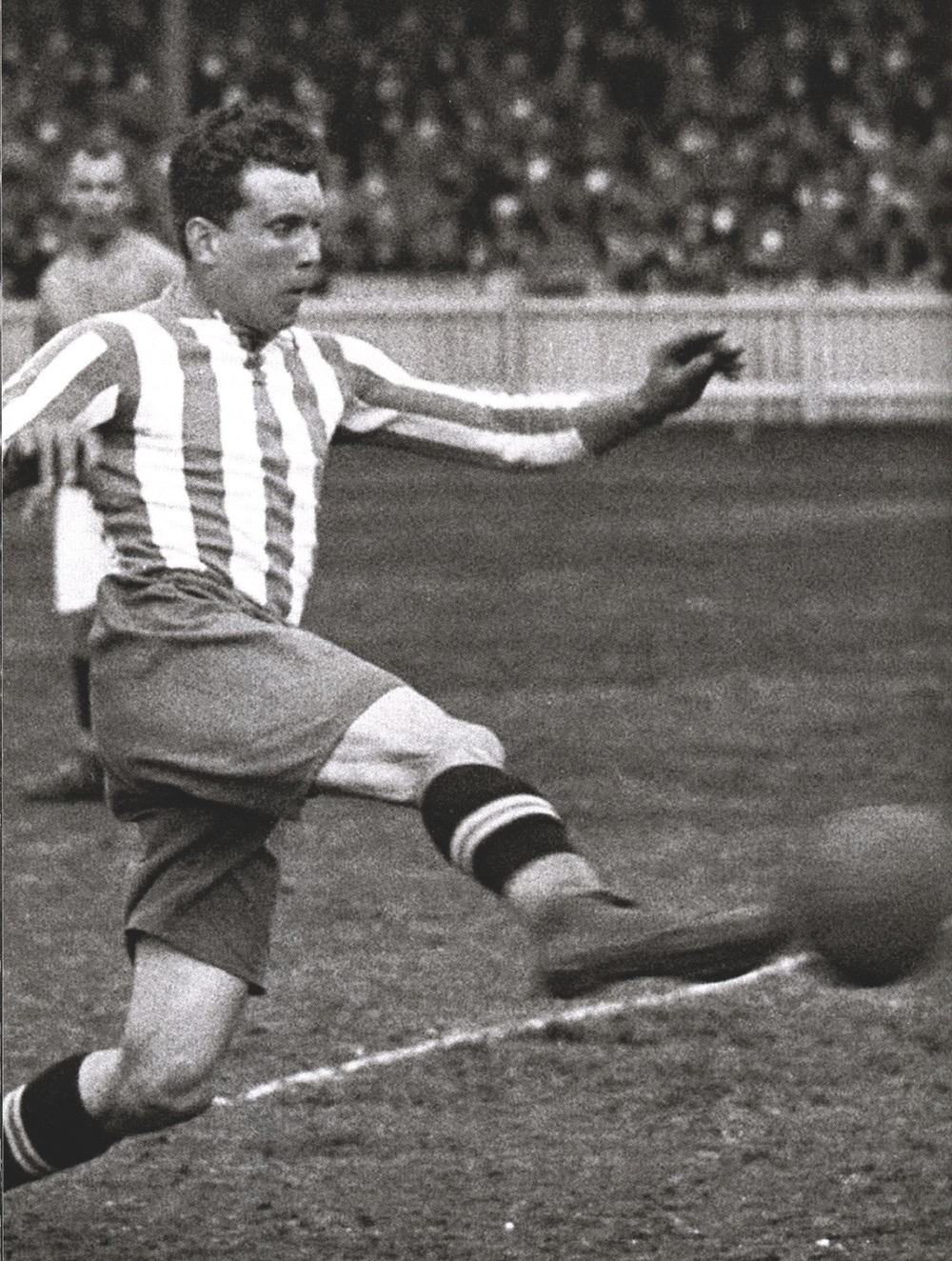
"Svarte Filip" Johansson i IFK Göteborg blev oöverträffad skyttekung i den första allsvenskan med hela 39 mål. IFK rådde dock inte på lokalkonkurrenten Gais, som tog det allsvenska guldet.

| Rank | Spelare            | Lag          | Mål |
| ---- | ------------------ | ------------ | --- |
| 1    | Filip Johansson    | IFK Göteborg | 39  |
| 2    | Sven Rydell        | Örgryte IS   | 22  |
| 3    | Gunnar Rydberg     | IFK Göteborg | 21  |
| 4    | Carl-Erik Holmberg | Örgryte IS   | 18  |
| 4    | Albert Olsson      | Gais         | 18  |

## Allsvenska seriesegrarna

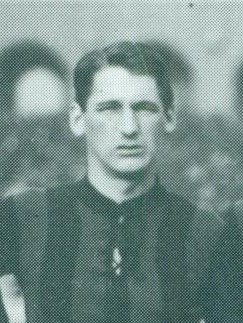
Albert "Abben" Olsson blev Gais bäste målskytt med sina 18 mål på 20 matcher.

Gais-spelare i allsvenskan 1924/25:
| Namn                   | Matcher | Mål |
| ---------------------- | ------- | --- |
| Rune Wenzel            | 22      | 5   |
| Gunnar Holmberg        | 22      | 1   |
| Erik Johansson         | 22      |     |
| Albert Olsson          | 20      | 18  |
| Bror Carlsson          | 20      | 12  |
| Thorsten Svensson      | 20      | 7   |
| Herbert Lundgren       | 20      |     |
| Gustaf Gustafsson      | 19      |     |
| Fritjof Hillén         | 16      | 1   |
| Sigurd Mattiasson (mv) | 13      |     |
| Gunnar Paulsson        | 12      | 9   |
| Albert Liljedahl       | 9       | 6   |
| Konrad Hirsch          | 9       |     |
| Manfred Johnsson (mv)  | 9       |     |
| Arvid Björk            | 4       | 4   |
| Nils Andreasson        | 2       |     |
| Fridolf Jonsson        | 1       |     |
| Nils Karlsson          | 1       |     |
| Albert Lindgren        | 1       |     |